# Cosmos 188
Cosmos 188 e Cosmos 186 furono due navicelle spaziali Sojuz, prive di equipaggio che il 30 ottobre 1967 riuscirono ad effettuare il primo aggancio automatico di due velivoli nello spazio. La data per l'esecuzione di tale manovra orbitale coincidette con il 50-esimo anniversario della rivoluzione d'ottobre.

## Preparazione

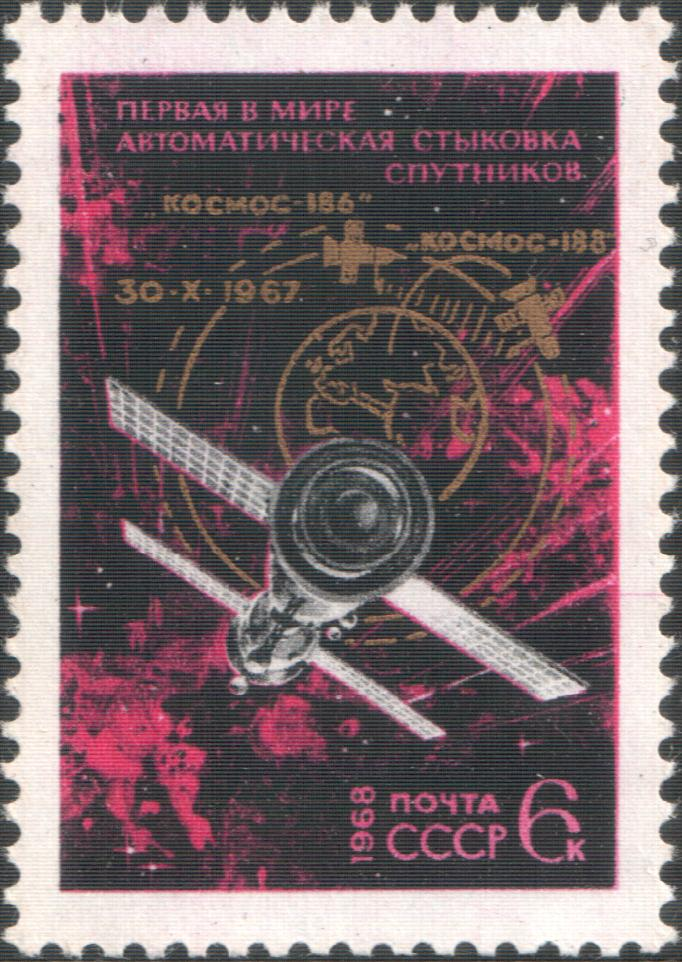
Francobollo sovietico del 1968 per il primo aggancio automatico nello spazio.

Il primo volo equipaggiato di una navicella Sojuz, svoltosi ad aprile del 1967, era finito in una tragedia. La Sojuz 1 si era dimostrata talmente piena di errori di progettazione, che la missione dovette essere interrotta con largo anticipo sui piani di volo. Durante la fase di atterraggio, i paracadute ebbero una disfunzione totale ed il cosmonauta Vladimir Komarov perse la vita in seguito al violentissimo impatto a terra. Seguì un periodo di notevoli modifiche alla costruzione della capsula spaziale Sojuz. Per non rischiare ulteriori vittime, venne deciso di effettuare una missione di collaudo priva di equipaggio, onde poter garantire l'assoluta affidabilità della navicella decisamente modificata. Contemporaneamente si voleva cogliere l'occasione per effettuare una manovra sino a tale momento non riuscita, cioè l'esecuzione di una manovra rendezvous di due navicelle Sojuz nell'orbita terrestre ed eventualmente addirittura l'aggancio delle stesse – entrambe le manovre da eseguirsi assolutamente in automatico. Pure il collaudo della delicata fase di rientro ed atterraggio venne considerato parte fondamentale di questa missione, perché proprio il posizionamento della capsula per questa manovra, nonché l'apertura dei paracadute aveva causato fino a tale momento il più problemi.
L'impegno della navicella spaziale con il numero di serie 5 (effettivamente impegnata quale Cosmos 188) era già in precedenza prevista per l'esecuzione della missione Sojuz 2A (prevista contemporaneamente alla Sojuz 1 nell'aprile del 1967), ma non poté essere effettuato in seguito a vari problemi che impedirono il lancio di questa missione.

## Lancio
Cosmos 188 venne lanciata il 30 ottobre alle ore 08:09 UTC dalla rampa n. 1 del cosmodromo di Baikonur. Il lancio della Cosmos 186 era avvenuto tre giorni prima. Dopo che la navicella ebbe raggiunto la traiettoria d'orbita, le due capsule spaziali si trovavano ad una distanza di 24 chilometri.

## Aggancio
La Cosmos 186 era dotata del sistema d'aggancio IGLA, il quale doveva consentire l'esecuzione della manovra di avvicinamento e d'aggancio completamente in automatico. Siccome i centri di controllo di volo si trovavano esclusivamente su territorio sovietico, non fu possibile telecomandare le due navicelle direttamente da terra. Se durante il primo tentativo, la Cosmos 186, la quale aveva il ruolo attivo della manovra, non centrò la seconda navicella oltrepassandola ad una distanza di circa 900 metri, il secondo tentativo riuscì quasi a perfezione. L'aggancio avvenne alle ore 09:20 UTC sopra le acque dell'Oceano Atlantico del Sud, completamente fuori dal raggio d'azione dei centri di controllo di volo sovietico. A causa di un piccolo movimento laterale delle due navicelle durante l'ultimissima fase di avvicinamento, il meccanismo d'aggancio non si incastrò completamente. Pertanto l'aggancio era avvenuto dal punto di vista meccanico, mentre non vi fu l'aggancio dei sistemi elettronici.
In seguito venne reso noto che la Cosmos 186 aveva dovuto accendere i congegni propulsori ben 28 volte per eseguire la manovra rendezvous bruciando per un totale di 200 secondi. Ovviamente di conseguenza il consumo di carburante fu decisamente superiore di quanto precedentemente calcolato.
Verso le ore 12:50 UTC venne eseguito lo stacco delle due navicelle spaziali. Questa manovra venne eseguita sopra territorio sovietico e, siccome una delle due navicelle era dotata di una telecamera, la manovra poté essere osservata in diretta dai controllori di volo.

## Atterraggio
I retrorazzi frenanti della Cosmos 188 vennero fatti bruciare alle ore 07:03 UTC del 1º novembre. Anche l'atterraggio di questa navicella venne condizionato dalla erronea regolarizzazione del posizionamento, causando una forte deviazione dalla traiettoria di rientro prevista. Risulta essere molto probabile che verso le ore 07:30 si dovette provvedere a far esplodere la Cosmos 188 che si trovava sopra la Siberia. Media sovietici dell'epoca invece indicano che la capsula era stata recuperata come previsto dopo il suo atterraggio dalle relative squadre di recupero.

## Effetti sul programma Sojuz
La missione fu la prova che sarebbe stato possibile effettuare una manovra di avvicinamento e di aggancio di due navicelle spaziali completamente in automatico. Pertanto si considerava sin d'ora la possibilità di portare in orbita carichi di una certa entità suddividendoli in piccoli pezzi per assemblarli direttamente nello spazio. Tale prassi sarebbe stata indispensabile per l'approntamento di una prima stazione spaziale. Infatti, il lancio di singoli componenti di un velivolo spaziale comportava la rinuncia a potenti razzi vettori, cioè un enorme risparmio economico e di tempo nella preparazione di una missione.
Queste missioni di due navicelle avevano comunque indicato tre grossi problemi che dovevano assolutamente essere superati: l'enorme consumo di carburante, l'aggancio non completamente riuscito ed in particolar modo i problemi del posizionamento della navicella per la fase di rientro ed atterraggio.
Il direttivo del programma spaziale sovietico decise dunque di voler effettuare un ulteriore doppio lancio di missioni prive di equipaggio ad aprile del 1968 (le missioni Cosmos 212 e Cosmos 213) prima di effettuare a maggio o giugno dello stesso anno la seconda missione equipaggiata di una navicella Sojuz.
Il Programma Apollo americano invece si trovava ancora interrotto in seguito alla catastrofe dell'Apollo 1 avvenuta a gennaio 1967.